# Lee Capes
Lee Capes (Australia Occidental, 3 de octubre de 1961) es una exjugadora australiana de hockey sobre césped. Es hermana de la medallista olímpica Michelle Capes.

## Trayectoria
Capes disputó el Mundial de 1986, disputado en Amstelveen, sin embargo el seleccionado australiano no tuvo su mejor rendimiento y quedó afuera en la primera fase del torneo. Tuvo su debut olímpico en los Juegos Olímpicos de Seúl 1988. En el torneo derrotó a Corea del Sur en la final y obtuvo la primera medalla de oro para su selección. En 1989 fue subcampeona del Champions Trophy de Frankfurt, por detrás de Corea del Sur.